# Шон Мерфі
Шон Мерфі (англ. Sean Murphy; 1980, Нашуа, Нью-Гемпшир, США) — американський творець коміксів (сценарист, контурник, художник, автор ескізів). Серед найвідоміших робіт — «Юті Титани», «Hellblazer: Місто демонів», «Джо Варвар», а також «Бетмен: Білий лицар».